# Euscorpius niciensis
Espèce
Synonymes
- Scorpius niciensis C. L. Koch, 1841
- Euscorpius carpathicus niciensis (C. L. Koch, 1841)

Euscorpius niciensis est une espèce de scorpions de la famille des Euscorpiidae.

## Distribution
Cette espèce se rencontre en France en Provence-Alpes-Côte d'Azur dans les départements des Alpes-Maritimes, des Alpes-de-Haute-Provence, des Hautes-Alpes et du Var, à Monaco et en Italie en Ligurie dans les provinces d'Imperia et de Savone et au Piémont dans la province de Coni,.

## Description
Le mâle décrit par Tropea et Parmakelis en 2022 mesure 33,08 mm et la femelle 33,43 mm. Euscorpius niciensis mesure de 27 à 45 mm.

## Systématique et taxinomie
Cette espèce a été décrite sous le protonyme Scorpius niciensis par C. L. Koch en 1841. Elle est considérée comme sous-espèce d'Euscorpius carpathicus par Caporiacco en 1950. Elle est élevée au rang d'espèce par Tropea et Parmakelis en 2022.

## Étymologie
Son nom d'espèce, composé de nic(i)[e] et du suffixe latin -ensis, « qui vit dans, qui habite », lui a été donné en référence au lieu de sa découverte, Nice.

## Publication originale
- C. L. Koch, 1841 : Die Arachniden. Nürnberg, vol. 8, p. 1-114 (texte intégral).